# Lubomír Typlt
Lubomír Typlt (* 6. června 1975, Nová Paka) je český malíř a textař, který v současné době žije střídavě v Berlíně a v Praze.

## Život
V letech 1989–1993 studoval na Výtvarné škole Václava Hollara v Praze, od třetího ročníku navíc chodil kreslit k Borisovi Jirků na Vysokou školu uměleckoprůmyslovou v Praze. Tam také v letech 1993–1997 studoval obor ilustrace u prof. Jiřího Šalamouna, kde se ovšem samotné ilustraci příliš nevěnoval. V letech 1997–2001 studoval Fakultu výtvarných umění VUT v Brně, obor malířství u prof. Jiřího Načeradského. Do roku 2005 žil v Düsseldorfu, kde ho na tamější Kunstakademii učili malířství profesoři Markus Lüpertz, Gerhard Merz a A. R. Penck, u kterého v roce 2004 získal titul "mistrovský žák" (Meisterschüler).
Kolem roku 2001 se seznámil se Zdeňkem Sklenářem, který mu ve své galerii v roce 2010 uspořádal první samostatnou výstavu JÁTYPLTTYTYPLT, o rok později pak v Galerii Zdeňka Sklenáře vystavoval se svými profesory z Düsseldorfu Markusem Lupertzem a A. R. Penckem, další výstava ve stejné galerii následovala v roce 2016.

### Působení v kapele WWW Neurobeat
WWW Neurobeat založil na počátku 90. let 20. století společně se zpěvákem, skladatelem a hráčem na elektronické nástroje Ondřejem Anděrou, jednalo se o jednu z prvních českých hiphopových skupin, primárně v ní působí jako textař.
Svoji výtvarnou a hudební tvorbu propojuje, jeho obrazy často sdílejí jméno se skladbami skupiny. K chystanému albu skupiny Neutopíš se dvakrát v téže řece uspořádal v roce 2018 v pražské Špálově galerii stejnojmennou výstavu, výstava Slunce v úplňku, kterou v pražské galerii DSC v září téhož roku uspořádal s umělci Ivanem Pinkavou, Krištofem Kinterou, Miroslavem Poláchem a Adamem Štechem, sdílela jméno se skladbou právě na nově vydaném albu.

## Samostatné výstavy
- 2023 Praha, Villa Pellé, „Levitace“[8]
- 2012 Brno, Fait Gallery, Daleko neutečou
- 2012 Praha, Městská knihovna – Galerie hlavního města Prahy, „Tikající muž“
- 2011 Praha, Chodovská vodní tvrz, „Holky“
- 2011 Beroun, Městská galerie, „Nepřišel jsem k vám na zahradu pro kytky“
- 2011 Brno, Dům pánů z Kunštátu, Dům umění města Brna, „Mobilizace“
- 2011 Liberec, Oblastní galerie v Liberci, „Kdo bydlí v srdečních komorách?“
- 2010 Praha, Galerie Zdeněk Sklenář, „Já Typlt, ty Typlt“
- 2010 Pardubice, Galerie Fons
- 2010 Ústí nad Labem, Bárka kafe
- 2010 Praha, Galerie AM 180 (společně s L. Gažiovou)
- 2010 Praha, VŠUP, Galerie 207
- 2009 Ostrava, Galerie Sokolská 26
- 2009 Ostrava, Galerie Dole
- 2009 Praha, Galerie Vernon City, „Turbína v noci“
- 2009 Brno, Galerie ARS, „Tak se může smát jenom cizinec“
- 2009 Maastricht (NL), Traders Pop Gallery
- 2007 ARD-Hauptstadtstudio Berlin
- 2007 Tease Art Fair – April 19 – 22, 2007 in Cologne
- 2006 Urychlovat nekonečno, Staroměstská radnice Galerie hlavního města Prahy, Praha
- 2006 Traders Pop Gallery Maastricht Cha...,Cha..., Cha... /Nizozemí/
- 2006 Sucharduv dum, Nova Paka (CZ) K. s kockou
- 2005 Galerie ARS Brno
- Europäischer Kunsthof Vicht
- 2004 Traders Pop Gallery, Maastricht, Holandsko
- 2003 Europäischer Kunsthof Vicht, Stolberg-Vicht
- 2002 Traders Pop Gallery, Maastricht, Holandsko
- 2001 Galerie Václava Špály, Praha
- Galerie Pecka, Praha
- Dům umění města Ostravy, Ostrava
- Českomoravská stavební spořitelna, Praha
- 2000 Europäischer Kunsthof Vicht Stolberg-Vicht,NSR
- 1999 Galerie mladých, Brno
- Hrádek, Kutná Hora
- Galerie Aspekt, Brno
- 1998 Minikino Kavárna, Ostrava
- 1997 Městské kulturní středisko, Nová Paka
- 1995 Junior Club Chmelnice, Praha

## Společné výstavy
- 2011 Bratislava, Galéria 19, Punctum
- 2011 Praha, Galerie Zdeněk Sklenář, „Lüpertz, Penck a jejich žák Lubomír Typlt“
- 2011 Praha, Městská knihovna – Galerie hlavního města Prahy, „Fundamenty & sedimenty“
- 2009 – 2010 Praha, Topičův salón, „Černobílé zlaté město“
- 2009 Praha, Galerie Dolmen, „Načeradského jedenáctka“
- 2009 Berlín (SRN), „6. Berliner Kunstsalon“
- 2009 Edsvik Konsthall Stockholm – Švédsko
- 2008 05. BERLINER KUNSTSALON, Berlin, Germany ( Art Fair/ Kunstmesse / Katalog)
- 2008 Tease Art Fair 2008, Cologne, Germany (Köln / Art FairKunstmesse / Katalog)
- 2007 4. BERLINER KUNSTSALON
- 2007 Kunst- und Gewerbeverein Regensburg (D)
- 2007 Vychodočeská galerie – zámek, Pardubice (CZ)
- 2007 Gallerie Šternberk (CZ)
- 2007 Galerie Klatovy Klenova (CZ)
- 2007 Kunststation Kleinsassen/ Fulda – Contemporary Czech Art – Group Exhibition
- 2006 Galerie Michael Schultz Contemporary, Berlin Germany
- 2005 Galerie Bleibtreu, Berlin
- 2005 Lehmann, Petrbok, Typlt – Happy Days, Ministerstvo kultury, Nosticův Palác, Praha
- 2005 Privání pohled (sbírka Josefa Chloupka) Dům pánů z Kunštátu, Brno<
- 2005 Stopy zápasu – Městská galerie Hradec Králové
- 2005 Intercity Berlin – Prague, Haus am Waldsee, Berlin
- 2004 Intercity Berlin – Prague, Mánes, Prague, Gallery Bleibtreu, Berlin
- 2003–04 FaVU – současná tvorba, Špálova galerie, Praha
- Perfect Tense Malba dnes, Jízdarna Pražského Hradu
- 2003 Objekt & skulptura, Kunsthaus
- Oberkassel, Düsseldorf, NSR
- Objekt & skulptura, Kunstverein Kreis Gütersloh, e.V. NSR
- III. Zlínský salón mladých Zlín Cz
- FaVU – současná tvorba, Dům umění, Brno
- 2000 II. Zlínský salón mladých, Zlín
- Klasika 2000, Olomouc
- Klasika 2000, Památkový ústav, Ostrava
- Rechtsanwälte Franz Jacobi Str., Düsseldorf, NSR
- 1999 FaVU – současná tvorba, Dům umění, Brno
- Studenti AVU Praha, VŠUP Praha a FaVU Brno
- 1998 3x3 Pražákův palác, Brno
- Banka Haná, Besední dům, Brno

### Monografie
- Jane Neal, TYPLT – Dancing Pentagon, AJG a DSC Cotemporary, Praha 2021 ISBN 978-80-7641-026-8
- Petr Vaňous (ed.), SPECTRUM, BiggBoss, Praha 2020 ISBN 978-80-907383-8-6
- Petr Vaňous (ed.), Jiří Načeradský – Lubomír Typlt / Příčný řez – A Cross-Section, GMU, Hradec Králové 2019. ISBN 978-80-87605-21-9
- Petr Vaňous (ed.), Načeradský – Bolf – Typlt: Rezonance, BiggBoss, Praha 2015. ISBN 978-80-906019-0-1
- Petr Vaňous, Fundamenty & Sedimenty. Vzpoura hraček 2011, GHMP, Praha 2011. ISBN 978-80-7010-003-5
- Petr Vaňous, Resetting/ Jiné cesty k věcnosti/ Alternative Ways To Objektivity (katalog výstavy), GHMP – Městská knihovna, 21. 12. 2007 – 23. 3. 2008, nestr., Praha 2008
- Edith Jeřábková – Lenka Vítková: Lovci Lebek (katalog výstavy), Klatovy, Galerie U Bílého jednorožce, březen 2007
- GA2LERIE (Vaňous Petr ed.), vydal Kulturní týdeník A2, s.r.o. jako přílohu v roce 2007
- Marie Rakušanová – Petr Vaňous, Urychlovat nekonečno (katalog výstavy), Galerie Zdeněk Sklenář, Praha 2006
- Olga Malá – Karel Srp – Petr Vaňous, Perfect Tense/ Malba dnes (výstavní katalog), Správa Pražského hradu, Praha 2003

### Jiné kritické texty
- Urychlovat nekonečno
- Lidský prostor
- Accelarete-Infinity
- Lubomír Typlt
- Typlt jitří obrazotvornost
- Turbína v noci
- More than decoration